# Paya Meudru
Paya Meudru is een bestuurslaag in het regentschap Aceh Utara van de provincie Atjeh, Indonesië. Paya Meudru telt 281 inwoners (volkstelling 2010).